# Мајами хит
Мајами хит (енгл. Miami Heat) амерички је професионални кошаркашки клуб из Мајамија, Флорида. Мајами се такмичи у Националној кошаркашкој асоцијацији (НБА) као члан Југоисточне дивизије Источне конференције. Клуб игра домаће утакмице у Касеја центру и освојио је три НБА шампионата. Власник клуба је Мики Арисон, док је тренутни предсједник клуба Пет Рајли. Функцију тренера од 2008. године обавља Ерик Сполстра.

## Историја

#### Ране године (1988—2003)
Првих неколико година од оснивања, Мајами није биљежио значајне резултате. У првих осам година постојања само су двапут изборили доигравање. У обе сезоне су испадали у првој рунди.
1995. године, власник постаје Мики Арисон. Тада је у тим доведен Пет Рајли на мјесто генералног менаџера и главног тренера. Рајли је довео Алонза Морнинга и Тима Хардавеја. То су била велика појачања за Мајами и тад се пробудила нада за освајање прве титуле. У тој сезони је Мајами забиљежио резултат 61 - 21 у регуларном дијелу. То је други најбољи резултат у историји франшизе. У доигравању исте сезоне, Мајами се пласирао у финале Источне конференције, у којем су поражени од Чикаго булса 4:1. 

#### Вријеме Двејна Вејда (2003—2016)
На НБА драфту 2003. године, Мајами је изабрао 5. пика прве рунде, Двејна Вејда.
Почетком сезоне 2003/04, Пет Рајли препушта позицију тренера Стену ван Гандију. Ван Ганди је довео Мајами до доигравања.
У првој рунди доигравања тим са Флориде је савладао Њу Орлеанс хорнетсе резултатом 4:1. У другој рунди су елиминисани у поразу од Индијана пејсерса са 4:2.
По завршетку сезоне, Пет Рајли у тим доводи Шакила О’Нила. Од тада, О’Нил и Алонзо Морнинг чине одбрамбени стуб екипе.
У сезони 2004/05, Мајами је у регуларном дијелу имао резултат 59 - 32. Упркос одличним играма у прве двије рунде, Мајами је у великом финалу поражен у седмој утакмици. Од њих су тад бољи били Детроит пистонси.

#### Прва шампионска титула (2005—2006)
У љето 2005. године, у Мајами из Бостон селтикса стиже Гери Пејтон. Још неколико трејдова је наговијестило успјешну сезону у Мајамију.
Након незадовољавајућег почетка сезоне и резултата 11 - 10, Стен ван Ганди одлази, а на место главног тренера се враћа Пет Рајли.
Мајами је у овој сезони изборио доигравање. На путу до великог финала, у финалу Источне конференције, побиједили су Детроит пистонсе са 4:2 и тако им се осветили за пораз из претходне сезоне. 
У великом финалу су се састали Мајами са Истока и Далас маверикси са Запада. Далас је побиједио у прве двије утакмице одигране у Даласу. Међутим, Мајами је славио у сљедеће четири утакмице (4:2). Мајами хит је тада, по први пут у својој историји постао шампион НБА лиге. Најкориснији играч великог финала био је Двејн Вејд.

#### Слабије игре (2006—2010)
Након освајања титуле 2006, Мајамију слиједи неколико разочаравајућих сезона.
У сезони 2006/07 Мајами стиже до доигравања. Тада су их у првој рунди почистили Чикаго булси са 4:0.
Сезону 2007/08 Хит је одиграо очајно: били су тим са најгорим резултатом лиге, 15 - 67. Шакил О’Нил је тада трејдован у Финикс сансе. Пет Рајли силази са позиције тренера, али остаје у тиму као предсједник. За тренера је постављен дотадашњи асистент, Ерик Сполстра.
У наредне двије сезоне Мајами је прошао у доигравање, али су испадали већ у првој рунди. У сезони 2008/09 Двејн Вејд је био водећи стријелац лиге.

#### Вријеме велике тројке (2010—2014)
2010. године, у Мајами Хит стижу два нова играча. То су били Крис Бош и Леброн Џејмс. Њих двојица ће, уз Вејда, чинити велику тројку Мајами хита.
У првој сезони велике тројке, 2010/11, Мајами је регуларни дио сезоне завршио резултатом 58 - 24. У првој рунди доигравања, Мајами је био бољи од Филаделфија севентисиксерса, у другој су савладали Бостон Селтиксе, а у финалу конференције су побиједили Чикаго булсе. Све три рунде су добили у пет утакмица. У Великом финалу, Хит је играо против Далас маверикса. То је било њихово прво велико финале још од 2006. Мајами је повео 2:1, али је Далас преокренуо побиједивши у три наредне утакмице. По завршетку те сезоне, у Мајами је стигао и Шејн Батије.

#### Друга шампионска титула (2011—2012)
Мајами је сезону 2011/12 почео резултатом 27 - 7. Скраћену сезону су завршили резултатом 46 - 20. 
У првој рунди доигравања, срели су се Мајами хит и Њујорк никси. Мајами је добио прве три утакмице, али нису могли почистити Њујорк у четири меча. Ипак, пет утакмица је било довољно, и Мајами је прошао у другу рунду. У другој рунди су их дочекали Индијана пејсерси. Након побједе у првом мечу, Мајами је изгубио сљедећа два. Ипак, Мајами је наредна три меча ријешио у своју корист и тако се пласирао у финале Истока, гдје су играли са Бостон селтиксима. Мајами је добио прве двије утакмице, али су изгубили сљедеће три. За опстанак су играли у гостима. У тој, шестој утакмици, Леброн Џејмс је убацио 45 поена и додао 15 скокова. Седма утакмица је одиграна у Мајамију. Мајами је славио резултатом 101 - 88 и тако се пласирао у велико финале, другу годину заредом. Играли су против Оклахома Сити тандера. Оклахома је добила прву утакмицу код куће, да би изгубила наредне четири. Мајами је тако освојио другу титулу. Најкориснији играч финалне серије био је Леброн Џејмс.
Дана 11. јула 2012, за Мајами су потписали Реј Ален на три године и Рашард Луис на двије године.

#### Трећа шампионска титула (2012—2013)
У овој сезони је Мајами направио најдужи низ побједа у историји франшизе. Између 3. фебруара 2013. и 27. марта 2013. су везали 27 побједа. Мајами је у марту имао резултат 17 - 1, што је рекорд по броју побједа у једном мјесецу у историји лиге. Од посљедњих 19 гостовања у регуларном дијелу, Мајами је у своју корист ријешио чак 18, поставивши рекорд по броју узастопних побједа на гостовањима пред крај сезоне. Мајами је регуларни дио завршио са 66 побједа, и то је најбољи резултат у историји франшизе.
У првој рунди доигравања су почистили Милвоки баксе. У другој рунди су савладали Чикаго у петом мечу, а у финалу Источне конференције су били бољи од Индијана пејсерса, побиједивши их у седмој утакмици. 
Било је то треће узастопно финале за Мајами. Ниједан тим са Истока, још од Чикага 1990. није постигао овај резултат. У великом финалу, Мајами је играо против Сан Антонио спарса.
Прву утакмицу добио је Сан Антонио, и то тако што је Тони Паркер убацио за побједу. 
У другој утакмици, Мајами је направио велику серију у другом полувремену, 33 - 5, и тако изједначио на 1:1.
Тимови су размјењивали побједе све до шестог меча. Сан Антонио је имао 3 поена предности на 15 секунди до краја и били су надомак освајања титуле. Ипак, тројком на пет секунди до краја, Реј Ален је послао Мајами у продужетак. Мајами је у продужетку савладао Спарсе и изборио седму утакмицу у Мајамију.
Хит је био бољи у седмој утакмици. Леброн Џејмс је имао 37 поена и 12 скокова, а Двејн Вејд је убацио 23 поена и додао 10 скокова. Најкориснији играч овог финала, опет је био Леброн Џејмс.

#### Крај велике тројке
Сезона 2013/14, била је посљедња сезона велике тројке. Регуларни дио сезоне тим је завршио резултатом 54 - 28.
У доигравању, Мајами је савладао, прво Шарлот бобкетсе, са 4:0, затим Бруклин нетсе, са 4:1. У финалу Источне конференције, дочекали су их Индијана пејсерси. Мајами је по трећи пут узастопно избацио Индијану из доигравања.
У великом финалу, поново су се састали Мајами и Сан Антонио. Спарси су били бољи и побиједили су резултатом 4:1.
Дана 11. јула 2014. године, Леброн Џејмс је објавио вијест, да након три сезоне напушта Мајами. Тако је престала ера велике тројке Мајами хита.

#### Вријеме након велике тројке (2014—2019)
Сезона 2014/15 у Мајамију је била за заборав. Тим се навикавао на игру без Леброна Џејмса. Вејду и Бошу су се придружили Марио Чалмерс, Луол Денг, Горан Драгић и остали. Ипак, Мајами није успио да избори доигравање. Регуларни дио сезоне завршили резултатом 37 - 45. Први пут, након шест сезона, Мајами није прошао у доигравање. Они су прва екипа, још од лејкерса 2004, која се није пласирала у доигравање након играња у великом финалу претходне сезоне.
У сезони 2015/16, Мајами је стигао до полуфинала Источне конференције.
У регуларном дијелу, Мајами је сезону завршио на трећој позицији. 
У првој рунди доигравања су савладали Шарлот хорнетсе коначним резултатом 4:3, и то након преокрета (3:1 за Шарлот).
У полуфиналу Источне конференције су играли против Торонто репторса. Тим из Канаде је однио побједу у седмој утакмици. 
Мајами није имао свој пик на НБА драфту 2016. године. Крис Бош се опростио од професионалног бављења кошарком 2017, а Двеј Вејд 2019. године чиме је и званично био крај некада велике тројке Мајамија.

## Ривалства

#### Њујорк никси
Ривалство између Њујорк никса и Мајами хита је резултат њихове четири узастопне доигравање серије од 1997. до 2000. Свака серија је завршена у седам утакмица. Централна фигура ривалства је Пет Рајли, тренер обе екипе (почетком 1990-их за Њујорк и касних 1990-их за Мајами). Џеф ван Ганди је преузео позицију тренера Њујорка од Рајлија, док је његов старији брат Стен истовремено био помоћни тренер у Мајамију.

#### Чикаго булси
Ривалство са Чикаго булсима почело када је Мајами током 1990-их, деценијама заустављан од стране Чикага и Џордана. Током тог периода, Чикаго је три пута елиминисао Мајами, на путу до титуле. Након што се Џордан пензионисао, а Мајами додатно ослабио почетком 2000-их, ривалство престаје све до 2006. Тад је Чикаго изгубио у првој рунди доигравања резултатом 4:2. У тој сезони је Мајами освојио титулу. Већ наредне сезоне Чикаго је узвратио ударац, опет у првој рунди доигравања, и то са 4:0.
Године 2011. су се тимови срели у финалу Источне конференције. Дерик Роуз са једне, а Двејн Вејд са друге стране. Мајами је славио у петој утакмици.
Ривалство се додатно продубило када је у марту 2013. године Чикаго прекинуо најдужи низ побједа у историји Мајамија, 27. Утакмица је одиграна 27. марта 2013. године, у Чикагу. Тада је прекинут други најдужи побједнички низ у историји лиге.
Мајами и Чикаго су одмјерили снаге и у доигравању 2013. године. Чикаго је тада добио прву утакмицу, али се Мајами вратио већ у другој, побиједивши са највећом разликом у историји франшизе у доигравању. Било је 115 - 78. Чикаго је тад доживио најтежи пораз у доигравању у франшизи. Мајами је у наставку серије био бољи, у сезони у којој је и освојио титулу.

#### Бостон селтикси
Мајами Хит и Бостон селтикси су се први пут у доигравању срели 2010. године, када су селтикси побиједили у петој утакмици. Селтикси су били познати Леброну Џејмсу, још од игара у Кливленду у 2008. и 2010. 
Ривалство између Бостон селтикса и Мајами хита је толико јако, да је звијезда Мајами хита Двејн Вејд једном приликом изјавио да мрзи Бостон.
Борба између ова два тима се наставила и у 2011. Тада су играли у полуфиналу Источне конференције. Мајами је био бољи у пет утакмица. Ова серија је упамћена по томе што је Пол Пирс избачен у првој утакмици. Тада су за Бостон између осталих играли и Реј Ален, Кевин Гарнет и Раџон Рондо. Тимови су се састали и у доигравању наредне године.

## Арена
- Мајами арена (5. новембар 1988 - 28. децембар 1999)
- Касеја центар (2. јануар 2000 - )

## Пензионисани бројеви
- 1  - Крис Бош
- 3  - Двејн Вејд
- 10 - Тим Хардавеј
- 23 - у част Мајклу Џордану
- 32 - Шакил О’Нил
- 33 - Алонзо Морнинг
- 40 - Јудонис Хазлем